# Liste der Orte im Landkreis Freyung-Grafenau
Die Liste der Orte im Landkreis Freyung-Grafenau listet die 639 amtlich benannten Gemeindeteile (Hauptorte, Kirchdörfer, Pfarrdörfer, Dörfer, Weiler und Einöden) im Landkreis Freyung-Grafenau auf.

## Systematische Liste
Alphabet der Städte und Gemeinden mit den zugehörigen Orten.
- Eppenschlag mit 21 Gemeindeteilen:
  - Pfarrdorf Eppenschlag
  - Dörfer Großmisselberg, Hohenthan, Hungerberg, Marbach, Rametnach und Wolfertschlag
  - Weiler Fürstberg, Hungermühle, Kaltenberg, Kleinarmschlag, Kohlstatt, Sommerau und Waldeck
  - Einöden Daxberg, Gschwendtnermühle, Kraftmühle, Raumreuth, Reinhardsschlag, Rottenberg und Steinberg

- Stadt Freyung mit 27 Gemeindeteilen:
  - Hauptort Freyung
  - Pfarrdorf Kreuzberg
  - Kirchdorf Aigenstadl
  - Dörfer Ahornöd, Falkenbach, Feldscheid, Geyersberg, Grillaberg, Köppenreut, Linden, Marchzipf, Neureut, Oberndorf, Ort, Perlesöd, Pittersberg, Promau, Schönbrunn, Solla, Speltenbach und Winkelbrunn
  - Weiler Bannholz, Mundobl, Öden und Reschmühle
  - Einöden Leitenmühle und Saußmühle

- Fürsteneck mit 13 Gemeindeteilen:
  - Pfarrdorf Fürsteneck
  - Dörfer Atzldorf, Hochwegen, Loizersdorf und Schnürring
  - Weiler Anzerreut, Aschberg, Ohbruck, Plattenhof, Simpoln und Wiesmühle
  - Einöden Dürnberg und Schrottenbaummühle

- Stadt Grafenau mit 52 Gemeindeteilen:
  - Hauptort Grafenau
  - Pfarrdorf Haus i.Wald
  - Kirchdorf Großarmschlag
  - Dörfer Arfenreuth, Bärnstein, Einberg, Elmberg, Frauenberg, Furth, Gehmannsberg, Grafenhütt, Grotting, Grüb, Grüberschlag, Haselbach, Heinrichsreit, Hörmannsberg, Lichteneck, Liebersberg, Moosham, Nendlnach, Neudorf, Oberhüttensölden, Rosenau, Schlag, Schlageröd und Seiboldenreuth. Die Siedlung Elsenthal
  - Weiler Altbachhaus, Dimpflmühle, Ettlmühle, Harretsreuth, Harschetsreuth, Jägerreith, Judenhof, Kaltenberg, Klingmühle, Köpplhof, Langfeld, Reismühle, Schildertschlag, Stöckelholz, Unterhüttensölden und Voitschlag
  - Einöden Aufeld, Auwies, Eiblöd, Furthhammer, Hötzhof, Kleblmühle, Lindenhof und Steinscharten

- Grainet mit 12 Gemeindeteilen:
  - Pfarrdorf Grainet
  - Dörfer Exenbach, Fürholz, Gschwendet, Hobelsberg, Obergrainet, Oberseilberg, Rehberg, Unterseilberg und Vorderfreundorf
  - Weiler Kronwinkel
  - Einöde Ohmühle

- Haidmühle mit 13 Gemeindeteilen:
  - Pfarrdörfer Bischofsreut und Haidmühle
  - Dörfer Auersbergsreut, Frauenberg, Ludwigsreut, Marchhäuser und Theresienreut
  - Weiler Langreut, Schnellenzipf und Schwarzenthal
  - Einöden Haberau, Leopoldsreut und Raumreut

- Hinterschmiding mit 11 Gemeindeteilen:
  - Pfarrdorf Hinterschmiding
  - Kirchdorf Herzogsreut
  - Dörfer Heldengut, Kaining, Schlichtenberg, Sonndorf und Vorderschmiding
  - Weiler Rothbachau
  - Einöden Gstöcket, Holzwiese und Schwarzkopf

- Hohenau mit 24 Gemeindeteilen:
  - Pfarrdörfer Hohenau und Schönbrunn am Lusen
  - Dörfer Bierhütte, Buchberg, Bucheck, Eppenberg, Glashütte, Haag, Haslach, Kapfham, Kirchl, Neuraimundsreut, Raimundsreut, Saldenau, Saulorn, Schönbrunnerhäuser, Unterkashof und Weidhütte
  - Weiler Hötzelsberg, Oberkashof und Sägmühle
  - Einöden Adelsberg, Hundswinkel und Kramersbrunn

- Innernzell mit 19 Gemeindeteilen:
  - Pfarrdorf Innernzell
  - Dörfer Asberg, Bärndorf, Gmünd, Hilgenreith, Lungdorf, Manglham, Oberöd, Ort, Schlag, Tumiching, Unteröd und Vocking
  - Weiler Asbergmühle und Bärnreuth
  - Einöden Gaiging, Holzmühle, Ohhof und Schlagmühle

- Jandelsbrunn mit 54 Gemeindeteilen:
  - Pfarrdörfer Hintereben, Jandelsbrunn und Wollaberg
  - Dörfer Anglberg, Aßberg, Aßbergerweid, Grund, Heindlschlag, Hinterwollaberg, Kaltwasser, Laßberg, Neufang, Neuweid, Pfifferhof, Poppenreut, Rehleiten, Reichling, Rosenberg, Saghäuser, Schindelstatt, Vordereben, Wolfau und Zielberg
  - Weiler Aßbergermühle, Binderhügel, Bognerwies, Duschlwies, Edhäusel, Fasangarten, Gsteinet, Höllmühle, Jandelsbrunnermühle, Mitterau, Reichermühle, Reut, Scheiben, Schlag, Steinerfurth, Voglöd, Vorderau und Weid
  - Einöden Brunnermühle, Dachelwies, Freud, Grübwies, Grundmühle, Hanselmühle, Lenzmühle, Linden, Mösing, Ödhof, Rohrhof, Sagmühle und Stierweid

- Mauth mit 11 Gemeindeteilen:
  - Pfarrdörfer Finsterau und Mauth
  - Siedlung Spicking
  - Dörfer Annathal, Heinrichsbrunn, Hohenröhren, Vierhäuser und Zwölfhäuser
  - Weiler Neuhütte
  - Einöden Bärnbachruhe und Tummelplatz

- Neureichenau mit 27 Gemeindeteilen:
  - Pfarrdörfer Altreichenau und Neureichenau
  - Dörfer Branntweinhäuser, Duschlberg, Fischergrün, Gänswies, Gsenget, Hinterfreundorf, Kernberg, Klafferstraß, Kleingsenget, Lackenhäuser, Lackerau, Langbruck, Riedelsbach, Röhrndlberg, Schimmelbach, Spillerhäuser und Spitzenberg
  - Weiler Bernau, Gern, Loiblau, Pleckenstein und Stubenberg
  - Einöden Binderbruck und Pleckenstein und das Unterkunftshaus Dreisesselhaus

- Neuschönau mit 7 Gemeindeteilen:
  - Pfarrdorf Neuschönau
  - Dörfer Altschönau, Forstwald, Grünbach, Katzberg, Schönanger und Waldhäuser

- Markt Perlesreut mit 31 Gemeindeteilen:
  - Hauptort Perlesreut
  - Dörfer Biberbach, Bibereck, Eisenbernreut, Ellersdorf, Empertsreut, Hangalzesberg, Hatzerreut, Hirtreut, Hötzerreut, Kirchleiten, Lindberg, Marchetsreut, Maresberg, Niederperlesreut, Oberanschiessing, Prombach, Rentpoldenreuth und Waldenreut
  - Weiler Göschlmühle, Hammermühle, Kirchberg, Nebling, Scharrmühle und Unteranschiessing
  - Einöden Heiblmühle, Kumpfmühle, Marktberg, Messerschmidmühle, Rodlhof und Wartberg

- Philippsreut mit 6 Gemeindeteilen:
  - Pfarrdorf Philippsreut
  - Kirchdorf Mitterfirmiansreut
  - Dörfer Hinterfirmiansreut und Vorderfirmiansreut
  - Weiler Alpe und Marchhäuser

- Ringelai mit 12 Gemeindeteilen:
  - Pfarrdorf Ringelai
  - Dörfer Eckertsreut, Kühbach, Neidberg, Poxreut, Waldbrunn, Wamberg, Wasching und Wolfersreut
  - Weiler Kringing, Lichtenau und Wittersitt

- Markt Röhrnbach mit 44 Gemeindeteilen:
  - Hauptort Röhrnbach
  - Pfarrdorf Kumreut
  - Kirchdörfer Außernbrünst und Oberndorf
  - Dörfer Alzesberg, Auggenthal, Deching, Goggersreut, Großwiesen, Harsdorf, Höbersberg, Irlesberg, Kaltenstein, Kleinwiesen, Kollberg, Lobenstein, Nebling, Praßreut, Reisersberg, Steinerleinbach, Ulrichsreut, Unterstrahbergmühle, Voggenberg und Wilhelmsreut
  - Weiler Ernsting, Garham, Lanzesberg, Paulusmühle, Pötzerreut, Rumpenstadl und Saußmühle
  - Einöden Altreut, Bruckmühle, Göttlmühle, Grubhaus, Haberlmühle, Holzhof, Holzmühle, Leopiermühle, Oberstrahbergmühle, Ödhof, Ödmühle, Rappmannsberg und Stelzerreut

- Saldenburg mit 29 Gemeindeteilen:
  - Pfarrdorf Preying
  - Dörfer Ebersdorf, Entschenreuth, Goben, Haufang, Hundsruck, Lanzenreuth, Lembach, Matzersdorf, Rettenbach, Saldenburg, Senging, Stadl und Trautmannsdorf
  - Weiler Altreuth, Auggenthal, Bruckwiesreuth, Dießenstein, Hirschreuth, Platten, Spitzingerreuth und Unteröd
  - Einöden Furthsäge, Haberlmühle, Hals, Haunleiten, Oberöd, Ohmühle und Söldenreuth

- Sankt Oswald-Riedlhütte mit 11 Gemeindeteilen:
  - Pfarrdorf Sankt Oswald
  - Kirchdorf Riedlhütte
  - Dörfer Draxlschlag, Guglöd, Haslach, Höhenbrunn, Reichenberg und Siebenellen
  - Siedlung Pronfelden
  - Einöde Graupsäge
  - Sonstiger Ort Aufschlägersäge

- Schöfweg mit 14 Gemeindeteilen:
  - Pfarrdörfer Langfurth und Schöfweg
  - Dörfer Allhartsmais, Freundorf, Haunstein, Haus, Kniereit, Mitterdorf, Mutzenwinkel und Steinberg
  - Weiler Handschuh, Reinermühle und Scheibenberg
  - Feriendorf Sonnenwald

- Markt Schönberg mit 40 Gemeindeteilen:
  - Hauptort Schönberg
  - Kirchdörfer Eberhardsreuth und Kirchberg
  - Dörfer Frohnreuth, Gumpenreit, Haibach, Hartmannsreit, Klebstein, Mitternach, Raben, Rammelsberg, Rötz, Schabenberg und Seifertsreuth
  - Weiler Almosenreuth, Artmannsreuth, Gerlesreuth, Grubmühle, Haibachmühle, Hof, Kasberg, Kleinmisselberg, Lederhof, Lueg, Maukenreuth, Ochsenberg, Panhof, Pittrichsberg, Pummerhof, Saunstein, Stadl und Weberreuth
  - Einöden Habernberg, Lettlmühle, Oedhäuser, Oedhof, Schreinerhof, Stadlmühle, Zehrerhof und Zehrermühle

- Spiegelau mit 33 Gemeindeteilen:
  - Pfarrdörfer Klingenbrunn, Oberkreuzberg und Spiegelau
  - Dörfer Althütte, Augrub, Beiwald, Hochreuth, Langdorf, Mühlberg, Palmberg, Pronfelden und Reuteck
  - Weiler Flanitzhütte, Hauswald, Hirschöd, Hirschschlag, Holzhammer, Holzmühle, Jägerfleck, Kirchenberg, Kronreuth, Luisenfels, Neuhütte, Ochsenkopf, Reinhardschlag, Ringen, Sommerau, Steinbüchl und Winkelreuth
  - Einöden Hirschthalmühle, Rehbruck, Winkelhof und Winkelmühle

- Thurmansbang mit 35 Gemeindeteilen:
  - Pfarrdorf Thurmansbang
  - Kirchdorf Thannberg
  - Dörfer Altfaltern, Ebenreuth, Eggenreuth, Eizersdorf, Gingharting, Kneisting, Lindau, Loderhof, Loh, Rabenstein, Rettenbach, Schadham, Schlinding und Solla
  - Weiler Edlau, Haundorf, Lindberg, Mühlberg, Oisching, Roitham, Stieglreuth, Traxenberg und Wiesen.
  - Einöde mit Kirche Scharten
  - Einöden Erlau, Gschwendt, Haidreuth, Köhlberg, Kritzenberg, Lohaus, Rottaumühle, Selinghof und Stockwiesreuth

- Stadt Waldkirchen mit 67 Gemeindeteilen:
  - Hauptort Waldkirchen
  - Pfarrdörfer Böhmzwiesel und Karlsbach
  - Dörfer Appmannsberg, Atzesberg, Auerbach, Bernhardsberg, Dickenbüchel, Dorn, Ensmannsreut, Erlauzwiesel, Hauzenberg, Höhenberg, Holzfreyung, Kanau, Kühn, Lämmersreut, Manzing, Mitterleinbach, Neidlingerberg, Oberfrauenwald, Oberhöhenstetten, Oberleinbach, Oberndorf, Pollmannsdorf, Raffelsberg, Ratzing, Reut, Richardsreut, Saßbach, Schauerbach, Schiefweg, Schlößbach, Sickling, Solla, Stadl, Stierberg, Stocking, Traxing, Unholdenberg, Unterhöhenstetten, Werenain, Wotzmannsreut und Zimmermandling
  - Weiler Breinhof, Edelmühle, Frischeck, Großwies, Ödhof, Pilgramsberg und Saußmühle
  - Einöden Buchmühle, Edwaidl, Gaisberg, Geiermühle, Hochreut, Höpplhof, Karlsbachmühle, Mayersäge, Pfeffermühle, Randlsäge, Reutmühle, Rohrwies, Saßbachmühle, Sattlmühle, Stelzermühle und Weid

- Zenting mit 27 Gemeindeteilen:
  - Pfarrdörfer Ranfels und Zenting
  - Dörfer Daxstein, Fradlberg, Gerading, Simmering und Winden
  - Weiler Blumau, Burgsdorf, Ellerbach, Grausensdorf, Gruselsberg, Haberöd, Hasling, Hörperting, Mahd, Neuhof und Waltersdorf
  - Einöden Gessenreuth, Hauermühle, Hochreuth, Lina, Manzenreuth, Poxöd, Steinermühle, Steinhof und Unteraign

## Alphabetische Liste
In Fettschrift erscheinen die Orte, die namengebend für die Gemeinde sind.

### A
- Adelsberg zu Hohenau
- Ahornöd zu Freyung
- Aigenstadl zu Freyung
- Allhartsmais zu Schöfweg
- Almosenreuth zu Schönberg
- Alpe zu Philippsreut
- Altbachhaus zu Grafenau
- Altfaltern zu Thurmansbang
- Althütte zu Spiegelau
- Altreichenau zu Neureichenau
- Altreut zu Röhrnbach
- Altreuth zu Saldenburg
- Altschönau zu Neuschönau
- Alzesberg zu Röhrnbach
- Anglberg zu Jandelsbrunn
- Annathal zu Mauth
- Anzerreut zu Fürsteneck
- Appmannsberg zu Waldkirchen
- Arfenreuth zu Grafenau
- Artmannsreuth zu Schönberg
- Asberg zu Innernzell
- Asbergmühle zu Innernzell
- Aschberg zu Fürsteneck
- Aßberg zu Jandelsbrunn
- Aßbergermühle zu Jandelsbrunn
- Aßbergerweid zu Jandelsbrunn
- Atzesberg zu Waldkirchen
- Atzldorf zu Fürsteneck
- Auerbach zu Waldkirchen
- Auersbergsreut zu Haidmühle
- Aufeld zu Grafenau
- Aufschlägersäge zu Sankt Oswald-Riedlhütte
- Auggenthal zu Röhrnbach
- Auggenthal zu Saldenburg
- Augrub zu Spiegelau
- Außernbrünst zu Röhrnbach
- Auwies zu Grafenau

↑ Zurück zum Inhaltsverzeichnis

### B
- Bannholz zu Freyung
- Bärnbachruhe zu Mauth
- Bärndorf zu Innernzell
- Bärnreuth zu Innernzell
- Bärnstein zu Grafenau
- Beiwald zu Spiegelau
- Bernau zu Neureichenau
- Bernhardsberg zu Waldkirchen
- Biberbach zu Perlesreut
- Bibereck zu Perlesreut
- Bierhütte zu Hohenau
- Binderbruck zu Neureichenau
- Binderhügel zu Jandelsbrunn
- Bischofsreut zu Haidmühle
- Blumau zu Zenting
- Bognerwies zu Jandelsbrunn
- Böhmzwiesel zu Waldkirchen
- Branntweinhäuser zu Neureichenau
- Breinhof zu Waldkirchen
- Bruckmühle zu Röhrnbach
- Bruckwiesreuth zu Saldenburg
- Brunnermühle zu Jandelsbrunn
- Buchberg zu Hohenau
- Bucheck zu Hohenau
- Buchmühle zu Waldkirchen
- Burgsdorf zu Zenting

↑ Zurück zum Inhaltsverzeichnis

### D
- Dachelwies zu Jandelsbrunn
- Daxberg zu Eppenschlag
- Daxstein zu Zenting
- Deching zu Röhrnbach
- Dickenbüchel zu Waldkirchen
- Dießenstein zu Saldenburg
- Dimpflmühle zu Grafenau
- Dorn zu Waldkirchen
- Draxlschlag zu Sankt Oswald-Riedlhütte
- Dreisesselhaus zu Neureichenau
- Dürnberg zu Fürsteneck
- Duschlberg zu Neureichenau
- Duschlwies zu Jandelsbrunn

↑ Zurück zum Inhaltsverzeichnis

### E
- Ebenreuth zu Thurmansbang
- Eberhardsreuth zu Schönberg
- Ebersdorf zu Saldenburg
- Eckertsreut zu Ringelai
- Edelmühle zu Waldkirchen
- Edhäusel zu Jandelsbrunn
- Edlau zu Thurmansbang
- Edwaidl zu Waldkirchen
- Eggenreuth zu Thurmansbang
- Eiblöd zu Grafenau
- Einberg zu Grafenau
- Eisenbernreut zu Perlesreut
- Eizersdorf zu Thurmansbang
- Ellerbach zu Zenting
- Ellersdorf zu Perlesreut
- Elmberg zu Grafenau
- Elsenthal zu Grafenau
- Empertsreut zu Perlesreut
- Ensmannsreut zu Waldkirchen
- Entschenreuth zu Saldenburg
- Eppenberg zu Hohenau
- Eppenschlag
- Erlau zu Thurmansbang
- Erlauzwiesel zu Waldkirchen
- Ernsting zu Röhrnbach
- Ettlmühle zu Grafenau
- Exenbach zu Grainet

↑ Zurück zum Inhaltsverzeichnis

### F
- Falkenbach zu Freyung
- Fasangarten zu Jandelsbrunn
- Feldscheid zu Freyung
- Finsterau zu Mauth
- Fischergrün zu Neureichenau
- Flanitzhütte zu Spiegelau
- Forstwald zu Neuschönau
- Fradlberg zu Zenting
- Frauenberg zu Grafenau
- Frauenberg zu Haidmühle
- Freud zu Jandelsbrunn
- Freundorf zu Schöfweg
- Freyung
- Frischeck zu Waldkirchen
- Frohnreuth zu Schönberg
- Fürholz zu Grainet
- Fürstberg zu Eppenschlag
- Fürsteneck
- Furth zu Grafenau
- Furthhammer zu Grafenau
- Furthsäge zu Saldenburg

↑ Zurück zum Inhaltsverzeichnis

### G
- Gaiging zu Innernzell
- Gaisberg zu Waldkirchen
- Gänswies zu Neureichenau
- Garham zu Röhrnbach
- Gehmannsberg zu Grafenau
- Geiermühle zu Waldkirchen
- Gerading zu Zenting
- Gerlesreuth zu Schönberg
- Gern zu Neureichenau
- Gessenreuth zu Zenting
- Geyersberg zu Freyung
- Gingharting zu Thurmansbang
- Glashütte zu Hohenau
- Gmünd zu Innernzell
- Goben zu Saldenburg
- Goggersreut zu Röhrnbach
- Göschlmühle zu Perlesreut
- Göttlmühle zu Röhrnbach
- Grafenau
- Grafenhütt zu Grafenau
- Grainet
- Graupsäge zu Sankt Oswald-Riedlhütte
- Grausensdorf zu Zenting
- Grillaberg zu Freyung
- Großarmschlag zu Grafenau
- Großmisselberg zu Eppenschlag
- Großwies zu Waldkirchen
- Großwiesen zu Röhrnbach
- Grotting zu Grafenau
- Grüb zu Grafenau
- Grüberschlag zu Grafenau
- Grubhaus zu Röhrnbach
- Grubmühle zu Schönberg
- Grübwies zu Jandelsbrunn
- Grünbach zu Neuschönau
- Grund zu Jandelsbrunn
- Grundmühle zu Jandelsbrunn
- Gruselsberg zu Zenting
- Gschwendet zu Grainet
- Gschwendt zu Thurmansbang
- Gschwendtnermühle zu Eppenschlag
- Gsenget zu Neureichenau
- Gsteinet zu Jandelsbrunn
- Gstöcket zu Hinterschmiding
- Guglöd zu Sankt Oswald-Riedlhütte
- Gumpenreit zu Schönberg

↑ Zurück zum Inhaltsverzeichnis

### H
- Haag zu Hohenau
- Haberau zu Haidmühle
- Haberlmühle zu Röhrnbach
- Haberlmühle zu Saldenburg
- Habernberg zu Schönberg
- Haberöd zu Zenting
- Haibach zu Schönberg
- Haibachmühle zu Schönberg
- Haidmühle
- Haidreuth zu Thurmansbang
- Hals zu Saldenburg
- Hammermühle zu Perlesreut
- Handschuh zu Schöfweg
- Hangalzesberg zu Perlesreut
- Hanselmühle zu Jandelsbrunn
- Harretsreuth zu Grafenau
- Harschetsreuth zu Grafenau
- Harsdorf zu Röhrnbach
- Hartmannsreit zu Schönberg
- Haselbach zu Grafenau
- Haslach zu Hohenau
- Haslach zu Sankt Oswald-Riedlhütte
- Hasling zu Zenting
- Hatzerreut zu Perlesreut
- Hauermühle zu Zenting
- Haufang zu Saldenburg
- Haundorf zu Thurmansbang
- Haunleiten zu Saldenburg
- Haunstein zu Schöfweg
- Haus zu Schöfweg
- Haus i.Wald zu Grafenau
- Hauswald zu Spiegelau
- Hauzenberg zu Waldkirchen
- Heiblmühle zu Perlesreut
- Heindlschlag zu Jandelsbrunn
- Heinrichsbrunn zu Mauth
- Heinrichsreit zu Grafenau
- Heldengut zu Hinterschmiding
- Herzogsreut zu Hinterschmiding
- Hilgenreith zu Innernzell
- Hintereben zu Jandelsbrunn
- Hinterfirmiansreut zu Philippsreut
- Hinterfreundorf zu Neureichenau
- Hinterschmiding
- Hinterwollaberg zu Jandelsbrunn
- Hirschöd zu Spiegelau
- Hirschreuth zu Saldenburg
- Hirschschlag zu Spiegelau
- Hirschthalmühle zu Spiegelau
- Hirtreut zu Perlesreut
- Hobelsberg zu Grainet
- Höbersberg zu Röhrnbach
- Hochreut zu Waldkirchen
- Hochreuth zu Spiegelau
- Hochreuth zu Zenting
- Hochwegen zu Fürsteneck
- Hof zu Schönberg
- Hohenau
- Höhenberg zu Waldkirchen
- Höhenbrunn zu Sankt Oswald-Riedlhütte
- Hohenröhren zu Mauth
- Hohenthan zu Eppenschlag
- Höllmühle zu Jandelsbrunn
- Holzfreyung zu Waldkirchen
- Holzhammer zu Spiegelau
- Holzhof zu Röhrnbach
- Holzmühle zu Innernzell
- Holzmühle zu Röhrnbach
- Holzmühle zu Spiegelau
- Holzwiese zu Hinterschmiding
- Höpplhof zu Waldkirchen
- Hörmannsberg zu Grafenau
- Hörperting zu Zenting
- Hötzelsberg zu Hohenau
- Hötzerreut zu Perlesreut
- Hötzhof zu Grafenau
- Hundsruck zu Saldenburg
- Hundswinkel zu Hohenau
- Hungerberg zu Eppenschlag
- Hungermühle zu Eppenschlag

↑ Zurück zum Inhaltsverzeichnis

### I
- Innernzell
- Irlesberg zu Röhrnbach

↑ Zurück zum Inhaltsverzeichnis

### J
- Jägerfleck zu Spiegelau
- Jägerreith zu Grafenau
- Jandelsbrunn
- Jandelsbrunnermühle zu Jandelsbrunn
- Judenhof zu Grafenau

↑ Zurück zum Inhaltsverzeichnis

### K
- Kaining zu Hinterschmiding
- Kaltenberg zu Eppenschlag
- Kaltenberg zu Grafenau
- Kaltenstein zu Röhrnbach
- Kaltwasser zu Jandelsbrunn
- Kanau zu Waldkirchen
- Kapfham zu Hohenau
- Karlsbach zu Waldkirchen
- Karlsbachmühle zu Waldkirchen
- Kasberg zu Schönberg
- Katzberg zu Neuschönau
- Kernberg zu Neureichenau
- Kirchberg zu Perlesreut
- Kirchberg zu Schönberg
- Kirchenberg zu Spiegelau
- Kirchl zu Hohenau
- Kirchleiten zu Perlesreut
- Klafferstraß zu Neureichenau
- Kleblmühle zu Grafenau
- Klebstein zu Schönberg
- Kleinarmschlag zu Eppenschlag
- Kleingsenget zu Neureichenau
- Kleinmisselberg zu Schönberg
- Kleinwiesen zu Röhrnbach
- Klingenbrunn zu Spiegelau
- Klingmühle zu Grafenau
- Kneisting zu Thurmansbang
- Kniereit zu Schöfweg
- Köhlberg zu Thurmansbang
- Kohlstatt zu Eppenschlag
- Kollberg zu Röhrnbach
- Köppenreut zu Freyung
- Köpplhof zu Grafenau
- Kraftmühle zu Eppenschlag
- Kramersbrunn zu Hohenau
- Kreuzberg zu Freyung
- Kringing zu Ringelai
- Kritzenberg zu Thurmansbang
- Kronreuth zu Spiegelau
- Kronwinkel zu Grainet
- Kühbach zu Ringelai
- Kühn zu Waldkirchen
- Kumpfmühle zu Perlesreut
- Kumreut zu Röhrnbach

↑ Zurück zum Inhaltsverzeichnis

### L
- Lackenhäuser zu Neureichenau
- Lackerau zu Neureichenau
- Lämmersreut zu Waldkirchen
- Langbruck zu Neureichenau
- Langdorf zu Spiegelau
- Langfeld zu Grafenau
- Langfurth zu Schöfweg
- Langreut zu Haidmühle
- Lanzenreuth zu Saldenburg
- Lanzesberg zu Röhrnbach
- Laßberg zu Jandelsbrunn
- Lederhof zu Schönberg
- Leitenmühle zu Freyung
- Lembach zu Saldenburg
- Lenzmühle zu Jandelsbrunn
- Leopiermühle zu Röhrnbach
- Leopoldsreut zu Haidmühle
- Lettlmühle zu Schönberg
- Lichtenau zu Ringelai
- Lichteneck zu Grafenau
- Liebersberg zu Grafenau
- Lina zu Zenting
- Lindau zu Thurmansbang
- Lindberg zu Perlesreut
- Lindberg zu Thurmansbang
- Linden zu Freyung
- Linden zu Jandelsbrunn
- Lindenhof zu Grafenau
- Lobenstein zu Röhrnbach
- Loderhof zu Thurmansbang
- Loh zu Thurmansbang
- Lohaus zu Thurmansbang
- Loiblau zu Neureichenau
- Loizersdorf zu Fürsteneck
- Ludwigsreut zu Haidmühle
- Lueg zu Schönberg
- Luisenfels zu Spiegelau
- Lungdorf zu Innernzell

↑ Zurück zum Inhaltsverzeichnis

### M
- Mahd zu Zenting
- Manglham zu Innernzell
- Manzenreuth zu Zenting
- Manzing zu Waldkirchen
- Marbach zu Eppenschlag
- Marchetsreut zu Perlesreut
- Marchhäuser zu Haidmühle
- Marchhäuser zu Philippsreut
- Marchzipf zu Freyung
- Maresberg zu Perlesreut
- Marktberg zu Perlesreut
- Matzersdorf zu Saldenburg
- Maukenreuth zu Schönberg
- Mauth
- Mayersäge zu Waldkirchen
- Messerschmidmühle zu Perlesreut
- Mitterau zu Jandelsbrunn
- Mitterdorf zu Schöfweg
- Mitterfirmiansreut zu Philippsreut
- Mitterleinbach zu Waldkirchen
- Mitternach zu Schönberg
- Moosham zu Grafenau
- Mösing zu Jandelsbrunn
- Mühlberg zu Spiegelau
- Mühlberg zu Thurmansbang
- Mundobl zu Freyung
- Mutzenwinkel zu Schöfweg

↑ Zurück zum Inhaltsverzeichnis

### N
- Nebling zu Perlesreut
- Nebling zu Röhrnbach
- Neidberg zu Ringelai
- Neidlingerberg zu Waldkirchen
- Nendlnach zu Grafenau
- Neudorf zu Grafenau
- Neufang zu Jandelsbrunn
- Neuhof zu Zenting
- Neuhütte zu Mauth
- Neuhütte zu Spiegelau
- Neuraimundsreut zu Hohenau
- Neureichenau
- Neureut zu Freyung
- Neuschönau
- Neuweid zu Jandelsbrunn
- Niederperlesreut zu Perlesreut

↑ Zurück zum Inhaltsverzeichnis

### O
- Oberanschiessing zu Perlesreut
- Oberfrauenwald zu Waldkirchen
- Obergrainet zu Grainet
- Oberhöhenstetten zu Waldkirchen
- Oberhüttensölden zu Grafenau
- Oberkashof zu Hohenau
- Oberkreuzberg zu Spiegelau
- Oberleinbach zu Waldkirchen
- Oberndorf zu Freyung
- Oberndorf zu Röhrnbach
- Oberndorf zu Waldkirchen
- Oberöd zu Innernzell
- Oberöd zu Saldenburg
- Oberseilberg zu Grainet
- Oberstrahbergmühle zu Röhrnbach
- Ochsenberg zu Schönberg
- Ochsenkopf zu Spiegelau
- Öden zu Freyung
- Ödhof zu Jandelsbrunn
- Ödhof zu Röhrnbach
- Ödhof zu Waldkirchen
- Ödmühle zu Röhrnbach
- Oedhäuser zu Schönberg
- Oedhof zu Schönberg
- Ohbruck zu Fürsteneck
- Ohhof zu Innernzell
- Ohmühle zu Grainet
- Ohmühle zu Saldenburg
- Oisching zu Thurmansbang
- Ort zu Freyung
- Ort zu Innernzell

↑ Zurück zum Inhaltsverzeichnis

### P
- Palmberg zu Spiegelau
- Panhof zu Schönberg
- Paulusmühle zu Röhrnbach
- Perlesöd zu Freyung
- Perlesreut
- Pfeffermühle zu Waldkirchen
- Pfifferhof zu Jandelsbrunn
- Philippsreut
- Pilgramsberg zu Waldkirchen
- Pittersberg zu Freyung
- Pittrichsberg zu Schönberg
- Platten zu Saldenburg
- Plattenhof zu Fürsteneck
- Pleckenstein zu Neureichenau (Gemarkung Altreichenau)
- Pleckenstein zu Neureichenau (Gemarkung Neureichenau)
- Pollmannsdorf zu Waldkirchen
- Poppenreut zu Jandelsbrunn
- Pötzerreut zu Röhrnbach
- Poxöd zu Zenting
- Poxreut zu Ringelai
- Praßreut zu Röhrnbach
- Preying zu Saldenburg
- Promau zu Freyung
- Prombach zu Perlesreut
- Pronfelden zu Spiegelau
- Pronfelden zu Sankt Oswald-Riedlhütte
- Pummerhof zu Schönberg

↑ Zurück zum Inhaltsverzeichnis

### R
- Raben zu Schönberg
- Rabenstein zu Thurmansbang
- Raffelsberg zu Waldkirchen
- Raimundsreut zu Hohenau
- Rametnach zu Eppenschlag
- Rammelsberg zu Schönberg
- Randlsäge zu Waldkirchen
- Ranfels zu Zenting
- Rappmannsberg zu Röhrnbach
- Ratzing zu Waldkirchen
- Raumreut zu Haidmühle
- Raumreuth zu Eppenschlag
- Rehberg zu Grainet
- Rehbruck zu Spiegelau
- Rehleiten zu Jandelsbrunn
- Reichenberg zu Sankt Oswald-Riedlhütte
- Reichermühle zu Jandelsbrunn
- Reichling zu Jandelsbrunn
- Reinermühle zu Schöfweg
- Reinhardschlag zu Spiegelau
- Reinhardsschlag zu Eppenschlag
- Reisersberg zu Röhrnbach
- Reismühle zu Grafenau
- Rentpoldenreuth zu Perlesreut
- Reschmühle zu Freyung
- Rettenbach zu Saldenburg
- Rettenbach zu Thurmansbang
- Reut zu Jandelsbrunn
- Reut zu Waldkirchen
- Reuteck zu Spiegelau
- Reutmühle zu Waldkirchen
- Richardsreut zu Waldkirchen
- Riedelsbach zu Neureichenau
- Riedlhütte zu Sankt Oswald-Riedlhütte
- Ringelai
- Ringen zu Spiegelau
- Rodlhof zu Perlesreut
- Rohrhof zu Jandelsbrunn
- Röhrnbach
- Röhrndlberg zu Neureichenau
- Rohrwies zu Waldkirchen
- Roitham zu Thurmansbang
- Rosenau zu Grafenau
- Rosenberg zu Jandelsbrunn
- Rothbachau zu Hinterschmiding
- Rottaumühle zu Thurmansbang
- Rottenberg zu Eppenschlag
- Rötz zu Schönberg
- Rumpenstadl zu Röhrnbach

↑ Zurück zum Inhaltsverzeichnis

### S
- Saghäuser zu Jandelsbrunn
- Sägmühle zu Jandelsbrunn
- Sägmühle zu Hohenau
- Saldenau zu Hohenau
- Saldenburg
- Sankt Oswald zu Sankt Oswald-Riedlhütte
- Saßbach zu Waldkirchen
- Saßbachmühle zu Waldkirchen
- Sattlmühle zu Waldkirchen
- Saulorn zu Hohenau
- Saunstein zu Schönberg
- Saußmühle zu Freyung
- Saußmühle zu Röhrnbach
- Saußmühle zu Waldkirchen
- Schabenberg zu Schönberg
- Schadham zu Thurmansbang
- Scharrmühle zu Perlesreut
- Scharten zu Thurmansbang
- Schauerbach zu Waldkirchen
- Scheiben zu Jandelsbrunn
- Scheibenberg zu Schöfweg
- Schiefweg zu Waldkirchen
- Schildertschlag zu Grafenau
- Schimmelbach zu Neureichenau
- Schindelstatt zu Jandelsbrunn
- Schlag zu Grafenau
- Schlag zu Innernzell
- Schlag zu Jandelsbrunn
- Schlageröd zu Grafenau
- Schlagmühle zu Innernzell
- Schlichtenberg zu Hinterschmiding
- Schlinding zu Thurmansbang
- Schlößbach zu Waldkirchen
- Schnellenzipf zu Haidmühle
- Schnürring zu Fürsteneck
- Schöfweg
- Schönanger zu Neuschönau
- Schönberg
- Schönbrunn zu Freyung
- Schönbrunn am Lusen zu Hohenau
- Schönbrunnerhäuser zu Hohenau
- Schreinerhof zu Schönberg
- Schrottenbaummühle zu Fürsteneck
- Schwarzenthal zu Haidmühle
- Schwarzkopf zu Hinterschmiding
- Seiboldenreuth zu Grafenau
- Seifertsreuth zu Schönberg
- Selinghof zu Thurmansbang
- Senging zu Saldenburg
- Sickling zu Waldkirchen
- Siebenellen zu Sankt Oswald-Riedlhütte
- Simmering zu Zenting
- Simpoln zu Fürsteneck
- Söldenreuth zu Saldenburg
- Solla zu Freyung
- Solla zu Thurmansbang
- Solla zu Waldkirchen
- Sommerau zu Eppenschlag
- Sommerau zu Spiegelau
- Sonndorf zu Hinterschmiding
- Sonnenwald zu Schöfweg
- Speltenbach zu Freyung
- Spicking zu Mauth
- Spiegelau
- Spillerhäuser zu Neureichenau
- Spitzenberg zu Neureichenau
- Spitzingerreuth zu Saldenburg
- Stadl zu Saldenburg
- Stadl zu Schönberg
- Stadl zu Waldkirchen
- Stadlmühle zu Schönberg
- Steinberg zu Eppenschlag
- Steinberg zu Schöfweg
- Steinbüchl zu Spiegelau
- Steinerfurth zu Jandelsbrunn
- Steinerleinbach zu Röhrnbach
- Steinermühle zu Zenting
- Steinhof zu Zenting
- Steinscharten zu Grafenau
- Stelzermühle zu Waldkirchen
- Stelzerreut zu Röhrnbach
- Stieglreuth zu Thurmansbang
- Stierberg zu Waldkirchen
- Stierweid zu Jandelsbrunn
- Stöckelholz zu Grafenau
- Stocking zu Waldkirchen
- Stockwiesreuth zu Thurmansbang
- Stubenberg zu Neureichenau

↑ Zurück zum Inhaltsverzeichnis

### T
- Thannberg zu Thurmansbang
- Theresienreut zu Haidmühle
- Thurmansbang
- Trautmannsdorf zu Saldenburg
- Traxenberg zu Thurmansbang
- Traxing zu Waldkirchen
- Tumiching zu Innernzell
- Tummelplatz zu Mauth

↑ Zurück zum Inhaltsverzeichnis

### U
- Ulrichsreut zu Röhrnbach
- Unholdenberg zu Waldkirchen
- Unteraign zu Zenting
- Unteranschiessing zu Perlesreut
- Unterhöhenstetten zu Waldkirchen
- Unterhüttensölden zu Grafenau
- Unterkashof zu Hohenau
- Unteröd zu Innernzell
- Unteröd zu Saldenburg
- Unterseilberg zu Grainet
- Unterstrahbergmühle zu Röhrnbach

↑ Zurück zum Inhaltsverzeichnis

### V
- Vierhäuser zu Mauth
- Vocking zu Innernzell
- Voggenberg zu Röhrnbach
- Voglöd zu Jandelsbrunn
- Voitschlag zu Grafenau
- Vorderau zu Jandelsbrunn
- Vordereben zu Jandelsbrunn
- Vorderfirmiansreut zu Philippsreut
- Vorderfreundorf zu Grainet
- Vorderschmiding zu Hinterschmiding

↑ Zurück zum Inhaltsverzeichnis

### W
- Waldbrunn zu Ringelai
- Waldeck zu Eppenschlag
- Waldenreut zu Perlesreut
- Waldhäuser zu Neuschönau
- Waldkirchen
- Waltersdorf zu Zenting
- Wamberg zu Ringelai
- Wartberg zu Perlesreut
- Wasching zu Ringelai
- Weberreuth zu Schönberg
- Weid zu Jandelsbrunn
- Weid zu Waldkirchen
- Weidhütte zu Hohenau
- Werenain zu Waldkirchen
- Wiesen zu Thurmansbang
- Wiesmühle zu Fürsteneck
- Wilhelmsreut zu Röhrnbach
- Winden zu Zenting
- Winkelbrunn zu Freyung
- Winkelhof zu Spiegelau
- Winkelmühle zu Spiegelau
- Winkelreuth zu Spiegelau
- Wittersitt zu Ringelai
- Wolfau zu Jandelsbrunn
- Wolfersreut zu Ringelai
- Wolfertschlag zu Eppenschlag
- Wollaberg zu Jandelsbrunn
- Wotzmannsreut zu Waldkirchen

↑ Zurück zum Inhaltsverzeichnis

### Z
- Zehrerhof zu Schönberg
- Zehrermühle zu Schönberg
- Zenting
- Zielberg zu Jandelsbrunn
- Zimmermandling zu Waldkirchen
- Zwölfhäuser zu Mauth

↑ Zurück zum Inhaltsverzeichnis